# 點帶普提魚
點帶普提魚，又稱黃斑狐鯛，俗名三齒仔、紅娘仔、日本婆仔，為輻鰭魚綱鱸形目隆頭魚亞目隆頭魚科的其中一種。

## 分布
本魚分布於印度西太平洋區，包括索馬利亞、莫三比克、模里西斯、留尼旺、塞席爾群島、日本、台灣、澳洲、菲律賓、中國南海等海域。

## 深度
水深20至30公尺。

## 特徵
本魚體長型，側扁；頭尖，背鰭前方頭部輪廓稍凸。吻長。眼大，上位。體色以橙黃色為底，腹部顏色較淡且略偏黃。頰部與鰓蓋被鱗；下頜少許被鱗；前鰓蓋骨緣裸露；背鰭基與臀鰭基鱗鞘發達。上下頜各二列齒，上下頜前側具 4犬齒，每側具一大圓犬齒。體側自眼後有許多大小不一的紅色斑點及橫斑排列成許多縱帶，通常由紅斑及及紅帶組成的縱帶會交叉出現。背鰭基部處亦有些紅斑，腹其及臀鰭和腹部顏色一致，上無斑點，尾鰭為橙黃色亦無斑點。背鰭硬棘12枚、背鰭軟條10枚、臀鰭硬棘3枚、臀鰭軟條12枚。體長可達30公分。

## 生態
本魚棲息在較深的岩礁區，屬肉食性以底棲動物為食。

## 經濟利用
為食用性魚類，皮質帶膠質黏性強，十分美味，小魚亦可作觀賞魚。